# De Rotterdam

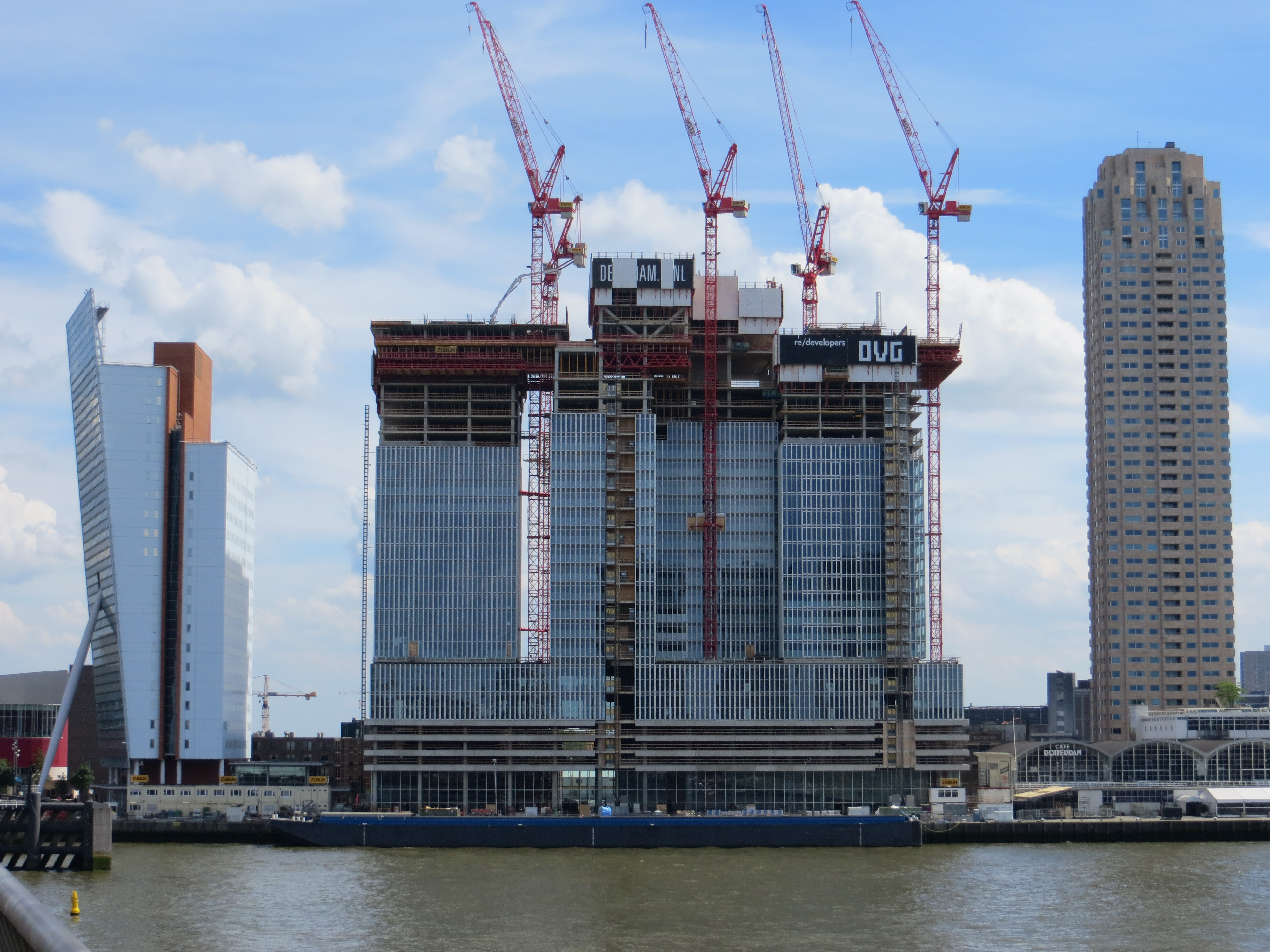
Juni 2012: De Rotterdam im Bau von der Erasmusbrücke aus gesehen. Links der KPN Tower, rechts das New Orleans.

De Rotterdam ist ein Gebäude im Stadtteil Wilhelminapier in Rotterdam, das vom Office for Metropolitan Architecture 1998 entworfen wurde. Das Gebäude befindet sich zwischen dem KPN Tower und dem Rotterdam Cruise Terminal und wurde 2013 fertiggestellt. Es wurde am 21. November 2013 eröffnet. Das Gebäude ist für eine Mischnutzung aus Büros, einem Hotel und Appartements ausgelegt. Es bietet auf 44 Stockwerken eine Gesamtfläche von ungefähr 162.000 m², womit es das größte Gebäude der Niederlande ist.

## Realisierung
Der Bau wurde im Jahre 2009 begonnen, nachdem die Stadtverwaltung zusagte, 25.000 m² der verfügbaren Büroflächen zu mieten. Der höchste Punkt in 149 Metern Höhe wurde 2012 erreicht und termingerecht im November 2013 übergeben. Die Baukosten wurden 2009 auf 340 Millionen Euro geschätzt. Das Gebäude wurde von Züblin Nederland BV und Strabag Belgium errichtet.

## Nutzung
De Rotterdam ist als Wohn- und Arbeitsgebäude ausgelegt. Der größte Teil davon entfällt auf die 240 Appartements und die 72.000 m² Bürofläche. Es beinhaltet ein Hotel mit 285 Zimmern, 5.000 m² für Geschäfte, 1.500 m² Cafe- und Restaurantfläche und 2.500 m² für Sport- und Fitnessangebote.